# Vasile Coloși
Vasile Colosi, pronunțat Colossi, mai târziu și Coloși, (n. 1779, Abrud – d. 16 noiembrie 1814, Săcărâmb, Hunedoara) a fost un preot, traducător și filolog român, reprezentant al Școlii Ardelene. A avut o contribuție majoră la redactarea Lexiconului de la Buda.

## Studii și carieră ecleziastică
A urmat studii teologice la Blaj, Budapesta și Viena. Devine preot, apoi protopop și vice-arhidiacon greco-catolic de Săcărâmb (1802-1814).
A fost, de asemenea, inspector al școlilor poporale unite din protopopiatele Bobâlna, Bistra și Zarand (1812-1814).

## Contribuții la spiritualitatea românească
În anul 1806 Vasile Coloși avea pregătit pentru tipar un Dicționar român-latin-maghiar-german. 
În aceeași perioadă, Samuil Micu avea în lucru un amplu Dicționar român-latin, care urma să fie tipărit la tipografia regală a Universității din Buda, însă moartea sa în același an (1806) duce la amânarea publicării dicționarului său.
În urma primirii spre publicare a dicționarului cvadrilingv al lui Vasile Coloși, tipografia regală a Universității din  Buda solicită acestuia includerea în lucrare și a materialului bilingv pregătit de către Samuil Micu.
Astfel, între anii 1806-1809, Vasile Coloși redimensionează dicționarul bilingv al lui Samuil Micu, prin completarea și adăugarea limbilor maghiară și germană, pe baza propriului său dicționar. 
În aprilie 1809 Petru Maior a fost cooptat pentru revizuirea lexiconului colossian, cum îl numeau contemporanii. De la bun început a apărut o controversă între Petru Maior și Vasile Coloși, pe tema ortografiei ce urma să fie folosită în tipărirea lucrării.
Lucrarea polemică a lui Petru Maior, Censura Lexici Colossiani, Valachico-Latino-Hungarico-Germanici, a litera H, inclusive usque ad finem, sesiza importanța aplicării unor principii solide ale ortografiei în redactarea lexiconului: "Opera este de interes național, cititorii acestui lesicon nu-l vor primi ca de la un autor tânăr (se referea la vârsta lui Vasile Coloși când adunase materialul pentru dicționar n.n.), ci ca de la tot neamul".
Pregătirea tipografică a lexiconului colossian s-a complicat pe parcurs prin moartea prematură a lui Vasile Coloși în 1814.

După moartea lui Vasile Coloși, Petru Maior a acceptat să facă munca de încheiere științifică a dicționarului românesc, dar moartea l-a surprins și pe acesta cu lucrul neterminat.
Lexiconul colossian a fost dus la bun sfârșit de către frații Ioan Teodorovici și Alexandru Teodori, care au adus la un numitor comun ortografia întregului material lexical, conform regulilor din Orthographia Română publicată de Petru Maior.
Lucrarea a apărut în 1825, cu titlul Lesicon românescu-latinescu-ungurescu-nemțescu, care de mai mulți autori în cursul a treizeci și mai multor ani s-au lucrat. Cunoscut sub numele de Lexiconul de la Buda, această operă a încheiat simbolic perioada clasică a Școlii Ardelene.

## Alte lucrări publicate
- În 1814 a tipărit la Buda Catehismul cel mic istoricesc al lui Claude Fleury, pre limba românească prefăcut și după rânduiala Bisericei Răsăritului întocmit.